# Gregori Taumaturg
|  | Per a altres significats, vegeu «Gregori». |

Gregori Taumaturg (Gregorius Thaumaturgus) o de Neocesarea (Neocesarea, ca. 213 - ca. 270), va ser un religiós, teòleg i un dels Pares de l'Església. És venerat com a sant en diverses confessions cristianes. Va rebre el seu sobrenom pels miracles (Taumatúrgia) que es diu que feia.

## Biografia
Va néixer a Neocesarea, a Capadòcia, de pares pagans. Va estudiar principalment llei romana a Alexandria, Atenes, Beirut i Cesarea de Palestina on va ser deixeble d'Orígenes cap a l'any 224, juntament amb el seu germà Atenodor.
Després de cinc anys d'estudiar amb Orígenes, que li va ensenyar lògica, física, matemàtiques, ètica, filosofia i doctrina cristiana, convertits al cristianisme els dos germans, Gregori va fer un discurs d'agraïment que encara es conserva. Va tornar a la seva ciutat natal però el seu mestre el va cridar per ordenar-lo sacerdot. D'entrada, no va acceptar i es va retirar al bosc però el va seguir Fedim, bisbe d'Amasya, que el volia fer bisbe de Neocesarea i encara que per un temps el va poder evitar, finalment Fedim el va consagrar en absència i el va forçar a acceptar. La ciutat només tenia 17 cristians en aquell moment, però a la mort de Gregori només restaven 17 persones que no ho eren, tot i les persecucions de Deci (vers el 250) i la invasió dels bàrbars el 260.
Al concili d'Antioquia de l'any 265 es va interessar per l'heretgia de Pau de Samòsata. Va morir al tomb del 270.

## Obres
Les seves obres foren:
- Panegyricus ad Origenes, que descriu els ensenyaments del seu mestre i el seu mètode pedagògic,
- Metaphrasis in Ecclesiasten, també atribuït a Gregori de Nazianz
- Expositio Fidei, sobre la Trinitat.
- Epistola canonica, de iis, qui in Barbarorum Incursione idolothyta comederant
- Epistola ad Philagrium, arribada en versió siríaca, també atribuïda a Gregori de Nazianz.
- Tractat de l'ànima
- Cartes.[1]

## Veneració
L'Església el venera com a Taumaturg, és a dir, autor de prodigis, per la gran quantitat de miracles que se li atribuïren en vida. Home d'acció, va predicar constantment per tot el territori del Pont. En època de l'emperador Constantí els seus miracles van ser recopilats en una Vida, que es va perdre, però de la que se'n conserva una traducció siríaca. El primer miracle mencionat explica que Gregori, viatjant per la província del Pont, es va refugiar a passar la nit a l'interior d'un temple solitari, on, segons el seu costum, va estar-se fins a l'alba resant. Al matí va arribar el guardià per a començar l'activitat oracular, ja que el temple era pagà. El "demon" o déu titular del temple es va negar a entrar-hi, ja que encara hi ressonaven les pregàries del cristià. El guardià va demanar a Gregori que permetés l'entrada del déu al seu temple, ja que creia que si l'hi havia impedit l'entrada també la hi podria facilitar. Però mentre ho feia, el guardià va descobrir que el déu de Gregori era molt més poderós que el seu, i es va convertir al cristianisme. Va substituir Gregori en el bisbat quan aquest va morir. Gregori va realitzar més miracles movent una roca immensa d'un lloc que feia nosa per a construir-hi una església a un altre lloc. També va desviar el curs d'un riu per a evitar els danys que hauria produït la seva crescuda a la primavera. I va dessecar un llac que era causa de disputa entre dos germans. Gregori castigava també a qui ho mereixia. Una vegada dos hebreus van voler treure-li una almoina i un d'ells va fingir que era mort per commoure'l. Però Gregori el va fer morir fulminat i després el va ressuscitar amb les seves oracions. Els dos hebreus es van voler batejar immediatament i es van fer monjos. Va protagonitzar una de les primeres aparicions marianes de les que se'n té notícia.
Les seves relíquies són a Stalettì, a la província de Catanzaro, des del segle viii, on arribaren arran de les lluites iconoclastes. La llegenda local diu que el cos del sant, llençat al mar en una caixa de plom, va arribar a la platja de Staletti portat pels àngels.